# Nadeschda Wladimirowna Aljochina
Nadeschda Wladimirowna Aljochina (russisch Надежда Владимировна Алёхина, engl. Transkription Nadezhda Alyokhina, geb. Баженова – Baschenowa – Bazhenova; * 22. September 1978) ist eine russische Dreispringerin.
2002 wurde sie Vierte bei den Leichtathletik-Halleneuropameisterschaften in Wien. Im Jahr darauf schied sie bei den Leichtathletik-Weltmeisterschaften in Paris/Saint-Denis in der Qualifikation aus.
2005 kam sie zwar bei den Weltmeisterschaften in Helsinki erneut nicht über die Vorrunde hinaus, gewann aber kurz darauf Bronze bei der Universiade in Izmir.
Bei den Weltmeisterschaften 2009 in Berlin ereilte sie erneut das Aus in der ersten Runde. 2010 wurde sie bei den Europameisterschaften in Barcelona Vierte.

## Persönliche Bestleistungen
- Weitsprung: 6,58 m, 30. Mai 2001, Tula
- Dreisprung: 15,14 m, 26. Juli 2009, Tscheboksary
  - Halle: 14,65 m, 20. Februar 2002, Piräus